# Ibrahim (sura)

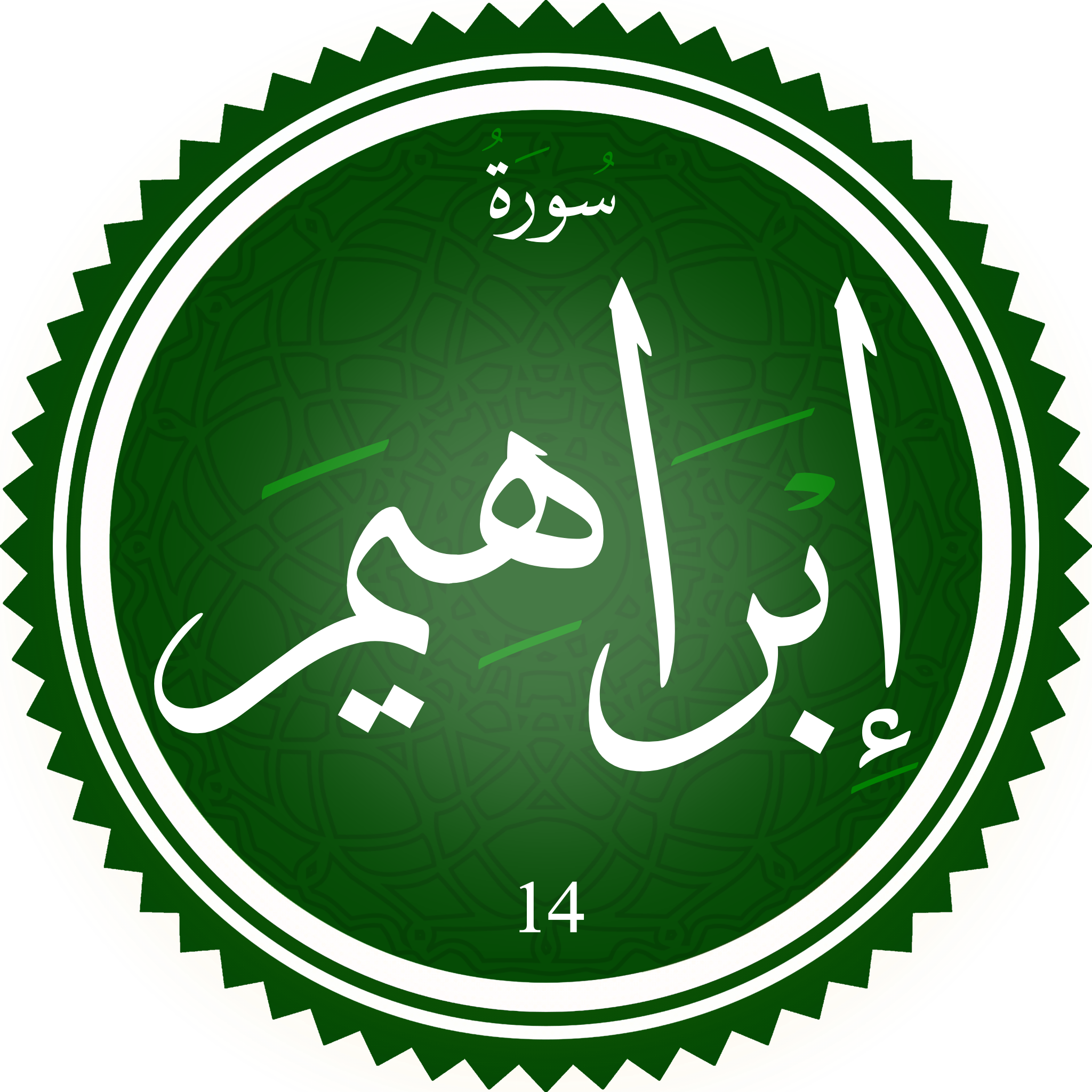
Sura Ibrahim.

Ibrāhīm (arabiska: سورة إبراهيم, Sūratu Ibrāhīm, "Abraham") är Koranens fjortonde sura med 52 verser (ayah). Den är uppkallad efter Ibrahim och berättar dennes historia. Det är en mekkansk sura.
På grund av det muntliga arvet från Abraham går religionerna islam, kristendom och judendom ofta under beteckningen abrahamitiska religioner.